# Oberto Foglietta
Oberto Foglietta (Genova, 1518 – Roma, 5 settembre 1581) è stato uno storico italiano.

## Biografia
Nacque intorno al 1518 da Giambattista, appartenente ad una famiglia di notai, e fu il fratello maggiore del poeta Paolo. Nel 1528 la sua famiglia entrò nell'albergo Cattaneo. Il suo talento letterario emerse presto, tanto da ottenere l'incarico nel 1535 di trascrivere i Castigatissimi Annali di Genova di Agostino Giustiniani.
Interrotti per rovesci familiari gli studi giuridici, verso il 1538 si recò a Roma, e grazie al buon ricordo lasciato da uno zio, Agostino Foglietta (morto 1527), fu bene accolto nella corte pontificia e nel 1545 era abbreviatore e protonotario apostolico. Dopo un primo opuscolo, De philosophiae et iuris civilis inter se comparatione, in cui sostenne i meriti del ius civile rispetto alla filosofia, nel 1559 pubblicò a Roma due libri Delle cose della repubblica di Genova, denunciando gli abusi di Andrea Doria e della nobiltà vecchia di Genova contro la nobiltà nuova. L'opera ebbe larga risonanza, ma per essa l'autore fu processato a Genova dal vicario arcivescovile e posto al bando della Repubblica. Oberto rimase in Roma, dedicandosi alla composizione di una storia generale dei suoi tempi, rimasta frammentaria. Uno dei frammenti superstiti è la storia della congiura di Gianluigi Fieschi (Ex universa historia suorum temporum, Napoli 1571).
Nel 1564 Emanuele Filiberto di Savoia lo elesse gentiluomo della sua corte e storiografo della sua casa. Nel 1568 entrò al servizio del cardinale Ippolito d'Este, ed essendo con lui, nell'agosto 1569, nella sua villa di Tivoli, ne descrisse le bellezze in Tyburtium. Passò poi al servizio del cardinale Luigi d'Este e vi rimase sino alla morte. Per dimostrare al governo di Genova l'immutato amore verso la patria, compose Clarorum Ligurum elogia (Roma 1573), serie di biografie dei cittadini più illustri di Genova. Chiusasi in Genova la lotta fra nobili vecchi e nuovi, il Foglietta ritornò in grazia della repubblica e fu eletto pubblico storiografo (1576). Iniziò una storia della Liguria dalle origini (Historiae Genuensis Libri XII), che lasciò compiuta fino al 1527. Morì a Roma il 5 settembre 1581.
Il fratello Paolo pubblico l'opera nel 1585, con una giunta dei fatti sino al 1575, tratta dalla storia di Jacopo Bonfadio, non ancora edita. La traduzione delle storie fu affidata al fiorentino Francesco Serdonati e uscì nel 1597. Molte sue opere minori furono pubblicate dal fratello in Opuscula varia (Roma 1679), dal Graevius, Thesaurus antiquitatum et historiarum Italiae, I, dal Ferrando in Anecdota (Genova 1838).

## Opere
- De vitae et studiorum ratione hominis sacris initiati ad Robertum Nobilem card. Epistola, 1553
- In laetitia ob reconciliationem Britaniae Romae celebrata, 1555
- De philosophiae et iuris civilis inter se comparatione, 1555
- Delle cose della Repubblica di Genova, 1559
- Ex universa historia suorum temporum, 1571
- Clarorum Ligurum, 1572
- De linguae Latinae usu et praestantia, 1574
- De ratione scribendae historiae, 1574
- Opera subseciva, 1579
- Brumanus sive de laudibus urbis Neapolis, 1579
- De nonnullis in quibus Plato ab Aristotele reprehenditur, 1579
- De norma Polybiana, 1579
- De sacro foedere in Selimum libri quattuor, 1585
- De caussis magnitudinis Turcarum imperii..., 1592
- Historiae Genuensium libri XII, 1597
- De causis bellorum religionis gratia excitatorum, 1839